# Аннона сенегальская
Аннона сенегальская (Сенегальское яблоко, лат. Annona senegalensis) — один из видов анноны.

## Распространение и экология
Ареал — Африка, от Сенегала на северо-западе вплоть до Квазулу-Натала на юге. Произрастает в полузасушливых саваннах и в местах с тёплым и влажным климатом (700—2500 мм осадков в год и среднемесячной температуре свыше +18 °С). В горах произрастает до высоты 2200—2400 м, а также на островах в западной части Индийского океана.
Вид был интродуцирован в Индии.

## Биологическое описание
Аннона сенегальская — небольшое деревце или куст высотой 2-6 м, редко до 10 м. Кора может быть гладкой или грубой, тёмно-серого или коричневого цвета. Листья зелёного или сеневато-зелёного цвета, простые, продолговатые или яйцевидной формы (длина от 6 до 18 см, ширина от 3 до 10 см). Цветки до 3 см в диаметре. Плоды мясистые, с неровной поверхностью, диаметром до 2-4 см, неспелые — зелёного цвета, при созревании — жёлтые и оранжевые.
Плоды и листья съедобны, ими питаются представители местной фауны. Местное население потребляет зрелые плоды.